# Porta Santa Croce (Padoue)
Pour l’article homonyme, voir Porta Santa Croce (Parme).
La Porta Santa Croce est l'une des principales portes d'entrée des remparts de Padoue du XVIe siècle. La porte actuelle a remplacé celle construite par la famille Carrare et son édification a  commencé immédiatement après le siège de Padoue (1509), qui eut lieu dans le contexte de la guerre de Venise contre la Ligue de Cambrai. En défense de la porte médiévale se dressait une tour, démolie en 1632.

## Source
- (it) Cet article est partiellement ou en totalité issu de l’article de Wikipédia en italien intitulé « Porta Santa Croce (Padova) » (voir la liste des auteurs).